# NGC 3360
NGC 3360 is een spiraalvormig sterrenstelsel in het sterrenbeeld Sextant. Het hemelobject werd in 1880 ontdekt door de Britse astronoom Andrew Ainslie Common.

## Synoniemen
- MCG -2-28-3
- PGC 32026